# Abdelkader Ben Hassen
Abdelkader Ben Hassen ou Abdelkader Belhassen (arabe : عبد القادر بلحسن), né le 24 septembre 1969 à Tunis, est un footballeur international tunisien évoluant au poste d'attaquant et devenu par la suite entraîneur.
Il est sélectionné pour la première fois en équipe nationale le 17 mars 1993, lors d'un match amical contre la Suisse. Durant sa carrière, il dispute dix matchs avec celle-ci, marquant un total de cinq buts.

## Biographie
Ayant fait son apprentissage au sein du Club olympique des transports, il se distingue par son sens du but et sa rapidité. Le public le surnomme au début Tahamata, en référence au footballeur néerlandais Simon Tahamata. Il s'impose au sein de son club et devient la coqueluche du public.
La rétrogradation de son club en 1992 précipite son transfert au Club athlétique bizertin où il termine meilleur buteur du championnat à égalité avec Malitoli. Il est alors surnommé le « Romário tunisien ». Petit de taille, il se distingue par son efficacité, sa vivacité et la qualité de la percussion sur les côtés.
Ben Hassen est transféré en Arabie saoudite où il joue pendant une saison au Al-Ahli de Djeddah puis signe à l'EST où il joue pendant trois saisons sans pour autant s'imposer face à la concurrence de Malitoli puis de Sami Laaroussi et Mohamed El Badraoui. On lui préfère par la suite Zied Tlemçani, de retour à l'EST, et on le prête au Club athlétique bizertin, où il termine encore comme meilleur buteur du championnat à égalité avec Tlemçani. Il décide ensuite de retourner à son club d'origine jusqu'à la fin de sa carrière.
Il embrasse ensuite la carrière d'entraîneur avec des résultats relatifs jusqu'ici.

## Palmarès
- Meilleur buteur du championnat : 1992-1993 et 1997-1998
- Vainqueur de la coupe de Tunisie : 1996-1997
- Vainqueur de la coupe des clubs champions africains : 1994
- Finaliste de Coupe des clubs champions arabes : 1995
- Vainqueur de la coupe afro-asiatique : 1995

## Carrière d'entraîneur
Il a notamment entraîné les cadets du Club olympique des transports et l'équipe nationale cadette du Bahreïn ainsi que :
- 2007 : Club athlétique bizertin (adjoint de Mokhtar Tlili)
- 2007-2008 : Club sportif de Fouchana
- 2008-2009 : Étoile sportive de Métlaoui
- 2010-2011 : Club olympique des transports puis Sporting Club de Moknine
- 2012-2013 : Club sportif de Korba puis Union sportive de Ben Guerdane
- 2013-? : Nadi Al-Sahel (Arabie saoudite)[4]